# Тбикели
Тбикели (груз. ტბიყელი) — высокогорное озеро в Грузии, в 60 километрах от Кобулети и в 8 километрах от села Хино. Максимальная глубина — 20 м. Озеро Тбикели — достопримечательность национального парка Кинтриши Высота около 2200 м нум.
Озеро находится на горе Кибадзири (2364 м) и является самым высокогорным озером в Грузии. К озеру ведёт туристская тропа. В озере обитает кавказский тритон, охраняемый вид тритона, занесённый в Красную книгу.